# 趙師民
赵师民（988年—1057年），字周翰，青州临淄（今山东淄博东北）人。
幼年喪父，九歲能寫文章。天圣五年進士及第，孙奭聘為兖州说书，擔任諸城主簿。四十四歲結婚。景祐四年（1037年），五十歲游京城，由近臣張觀、宋郊、王堯臣、龐籍、韓琦等推荐為国子监直讲。庆历二年（1041年）以著作佐郎轉任宗正寺主簿，加崇文院检讨，負責崇政殿说书，再升迁為宗正丞。累迁天章阁待制，同判宗正寺。皇祐五年（1053年），任兵部员外郎、除龙图阁直学士，长於论政，以《诗经》諷喻時政。是年離京任耀州（今陕西耀县）知州，仁宗贈他親筆御詩，有“儒林舊德，出守近藩”之語。任内有百姓私售鹽鐵，師民認為:“障其利而罪之，是罔民也。”一切罪刑皆不過問。再升迁為刑部郎中，嘉祐元年（1056年）兼任宗正，次年去世。有集三十卷，已佚。有子赵彦若。

## 延伸阅读
[在维基数据编辑]
 《宋史/卷294》，出自脱脱《宋史》